# Bania (Kałusz)
Bania (ukr. Баня) – dawna wieś, od 1925 część miasta Kałusza na Ukrainie, w obwodzie iwanofrankiwskim. Rozpościera się na północ od centrum Kałusza.
Dawniej jednostkowa gmina wiejska, za II RP w powiecie kałuskim województwa stanisławowskiego. Liczba mieszkańców w 1921 roku wynosiła 648. Rozporządzeniem Rady Ministrów z dnia 29 grudnia 1924 gminy wiejskie Bania, Zagórze i Nowy Kałusz włączono do Kałusza